# Władysław Fila
Władysław Fila (ur. 12 kwietnia 1916 w Korolówce, zm. 23 października 1991 w Edynburgu) – porucznik nawigator Polskich Sił Powietrznych w Wielkiej Brytanii, nauczyciel, działacz emigracyjny.

## Życiorys
W 1937 ukończył Państwową Średnią Szkołę Hodowlano-Rolniczą. 
Ranny w wojny obronnej, dostał się do niewoli niemieckiej, ale uciekł z transportu i przedostał się w okolice Lwowa. Został aresztowany przez NKWD i przebywał w kilku więzieniach. Z powodu żółtaczki nie został dołączony do żołnierzy straconych w Katyniu. został zwolniony z więzienia i wstąpił do polskiej armii. Przetransportowany do Blackpool, przeszedł szkolenie i dołączył jako nawigator do 300 Dywizjonu Bombowego „Ziemi Mazowieckiej". Brał udział w nalotach na Niemcy. Uzyskał stopień porucznika (F/O w RAFie) (Na nagrobku widnieje stopień kapitana lotnictwa)
Po wojnie pozostał w Wielkiej Brytanii, ukończył studia na Wydziale Rolnym Uniwersytetu w Edynburgu, po czym pracował jako nauczyciel w Glasgow. 17 lutego 1955 otrzymał obywatelstwo brytyjskie.
Był też prezesem Zjednoczenia Polskiego w Edynburgu, przedstawicielem Stowarzyszenia Lotników Polskich w Wielkiej Brytanii i delegatem Rządu RP na uchodźstwie na Szkocję. 
Odznaczony Virtuti Militari V klasy nr 11094, trzykrotnie Krzyżem Walecznych, DFC oraz Krzyżem Kawalerskim i w 1990 Krzyżem Oficerskim Orderu Odrodzenia Polski). 
Został pochowany z honorami na edynburskim cmentarzu Mont Vernon.